# 阿蒂尼亚
阿蒂尼亚（法語：Attignat，法語發音：[atiɲa]）是法国东部安省的一个市镇，属于布雷斯地区布尔格区。

## 地理
阿蒂尼亚（46°17'14"N, 5°9'35"E）面积18.69 平方千米，位于法国奥弗涅-罗讷-阿尔卑斯大区安省，该省份为法国东部省份，北起汝拉省，西北接索恩-卢瓦尔省，西接罗讷省和里昂大都会，南至伊泽尔省，东与萨瓦省、上萨瓦省和瑞士接壤。
与阿蒂尼亚接壤的市镇（或旧市镇、城区）包括：马尔博、波利亚、圣马丹勒沙泰勒、维里亚、布雷斯瓦隆。

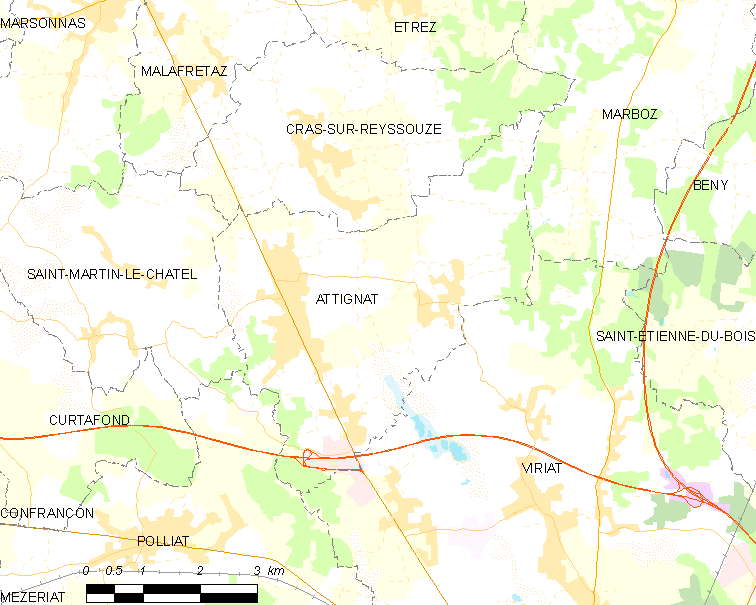
阿蒂尼亚的OSM定位图

阿蒂尼亚的时区为UTC+01:00、UTC+02:00（夏令时）。

## 行政
阿蒂尼亚的邮政编码为01340，INSEE市镇编码为01024。

## 政治
阿蒂尼亚所属的省级选区为阿蒂尼亚县。

## 人口

1962-2008年间阿蒂尼亚人口变化图示

阿蒂尼亚于2022年1月1日时的人口数量为3372人。